# Мелітополь (станція)
Меліто́поль (Мелітополь-Пасажирський) — дільнична залізнична станція 2-го класу Запорізької дирекції Придніпровської залізниці на лінії Запоріжжя I — Новоолексіївка.
На станції є зал чекання, каси продажу квитків приміського та далекого сполучення, камери схову, багажне відділення.

## Історія
Станція відкрита 1874 року, під час прокладання головного ходу приватної Лозово-Севастопольської залізниці на дільниці Федорівка — Джанкой. Дільниця Олександрівськ (нині Запоріжжя) — Мелітополь введена в експлуатацію 28 червня 1874 роки (завдовжки — 112 км),), а 14 жовтня 1874 року — дільниця Мелітополь — Сімферополь (завдовжки — 224 км).
1 листопада 1874 року на станції Мелітополь вперше введено зимовий розклад руху поїздів.
26 травня 1901 року розпочалася щоденна відправка фруктів зі станції Мелітополь, переважно до Москви, Харкова, Курська, Орла,Тули. Відправлялося по три вагони фруктів: наприкінці травня — черешні та абрикосів, наприкінці червня — слив і груш.
Під час Громадянської війни в одному з будинків вокзалу знаходився штаб командувача Південним фронтом Михайла Фрунзе.
У 1920-ті роки, поруч зі станцією, було закладено парк, який існує і досі.
У жовтні 1943 року, в ході боїв за визволення Мелітополя, будівлю вокзалу було зруйновано, і наступні десять років функції вокзалу виконував маленький павільйончик, який перебував на місці сучасного багажного відділення.

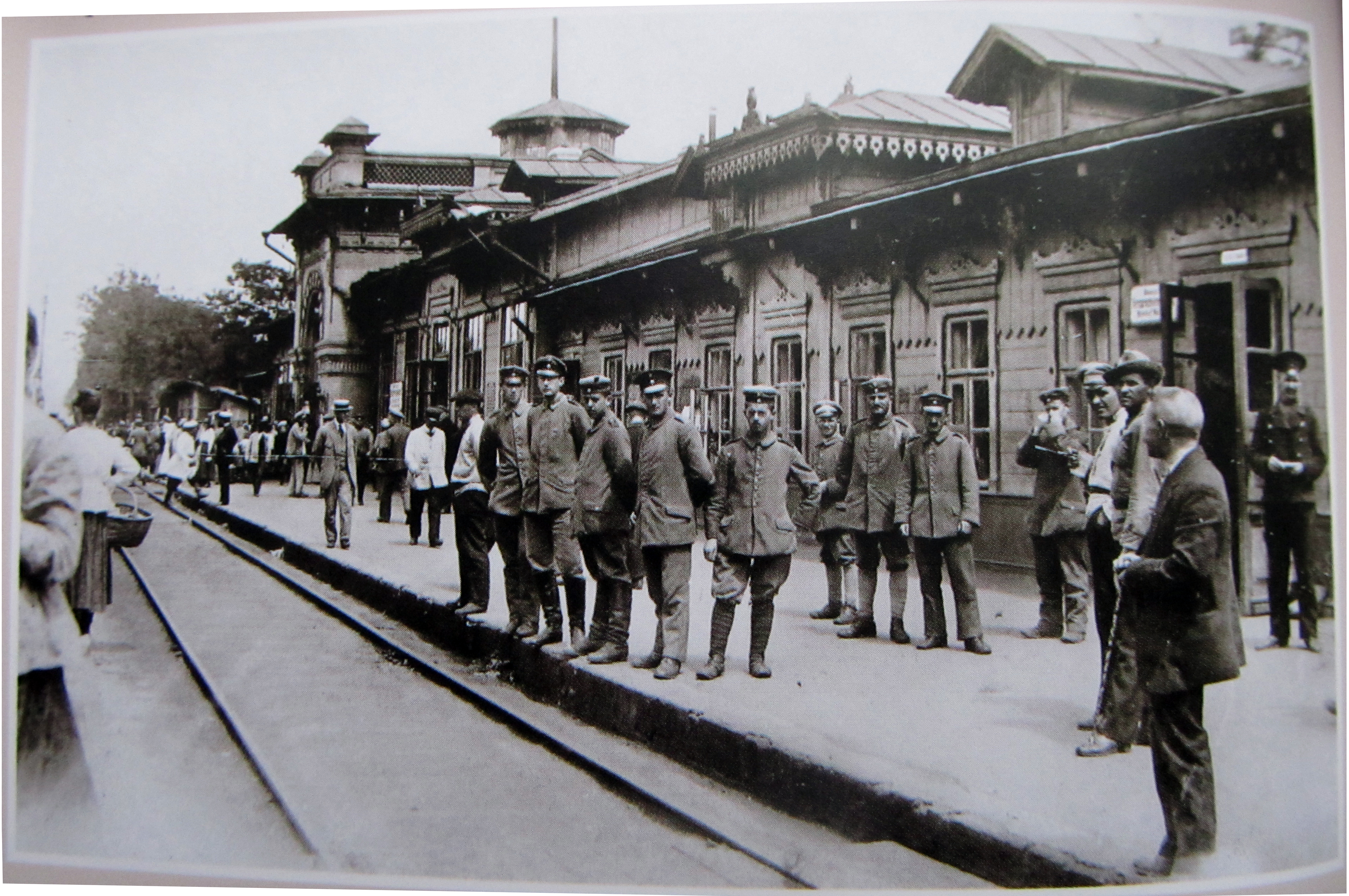
Залізничний перон (1918)
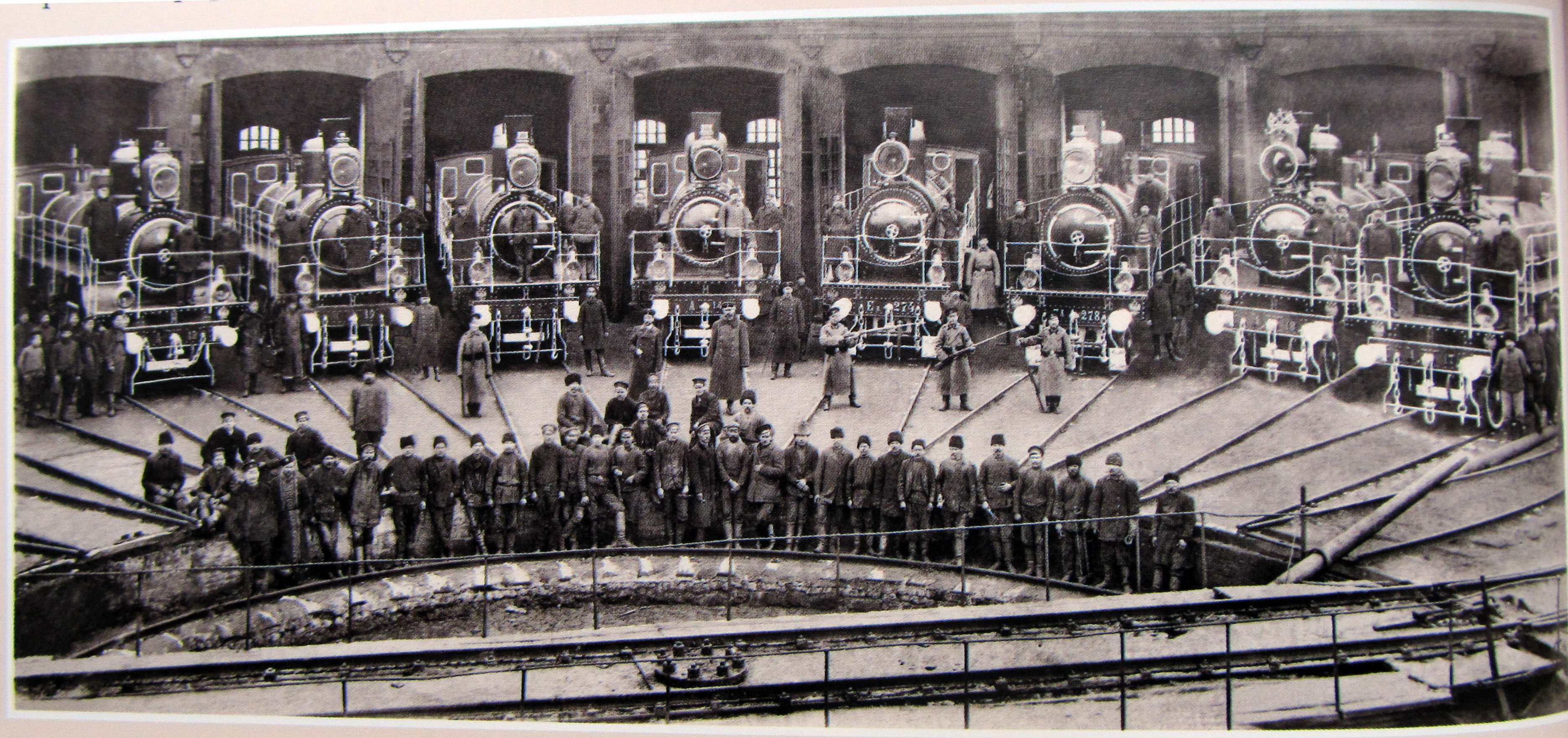
Локомотивне депо (1918)

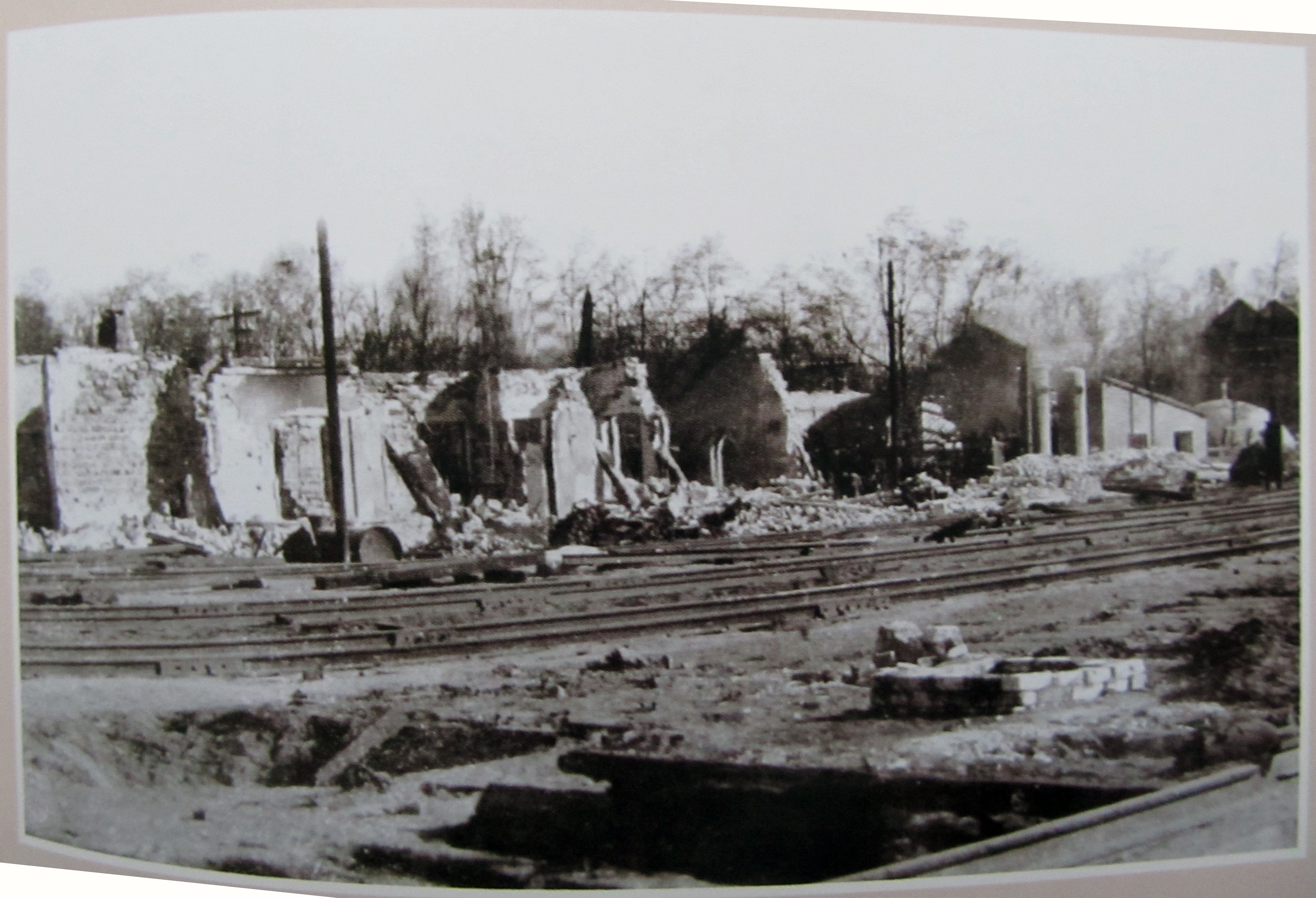
Руйнування в районі станції (1943)
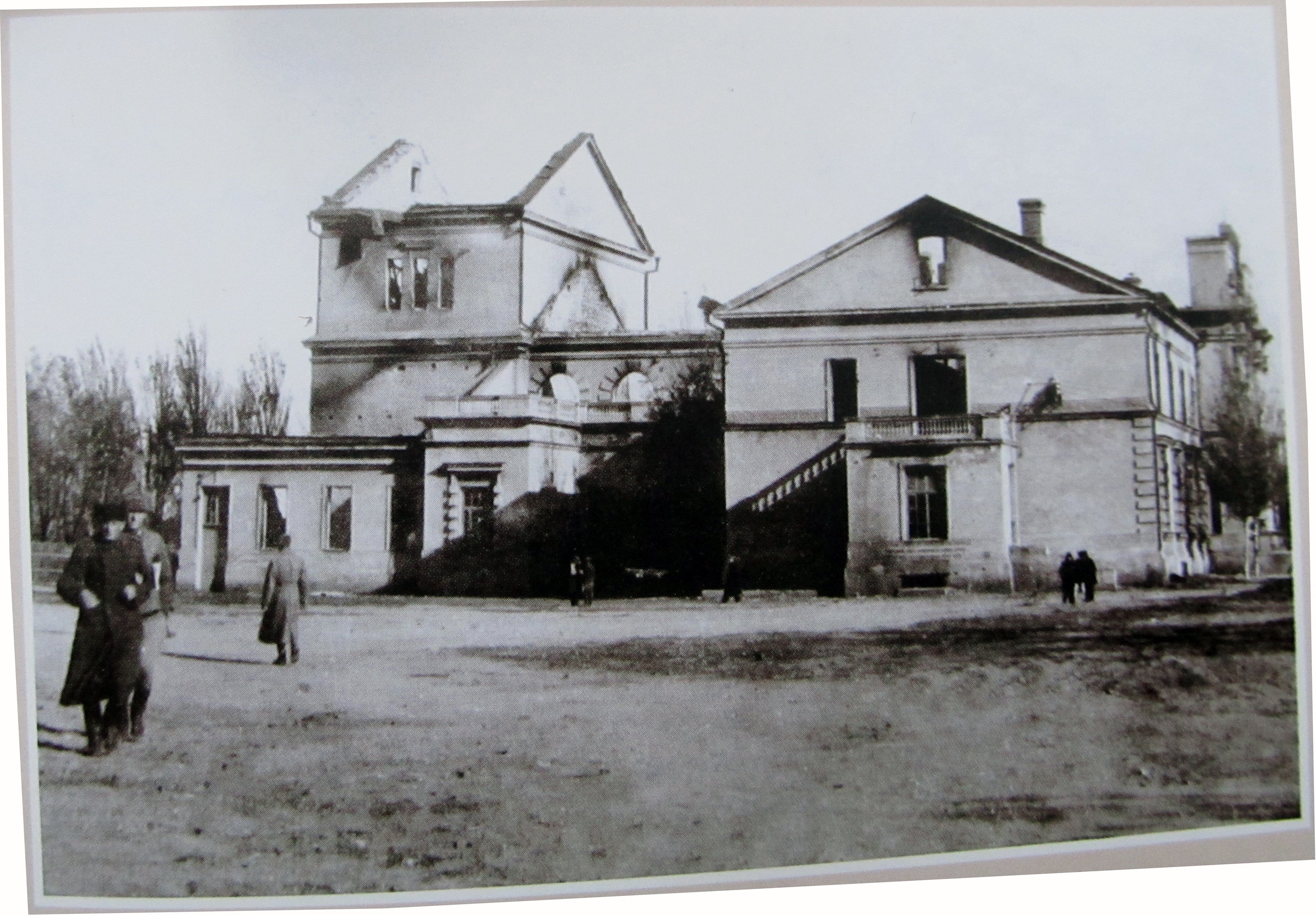
Будинок культури залізничників (1943)
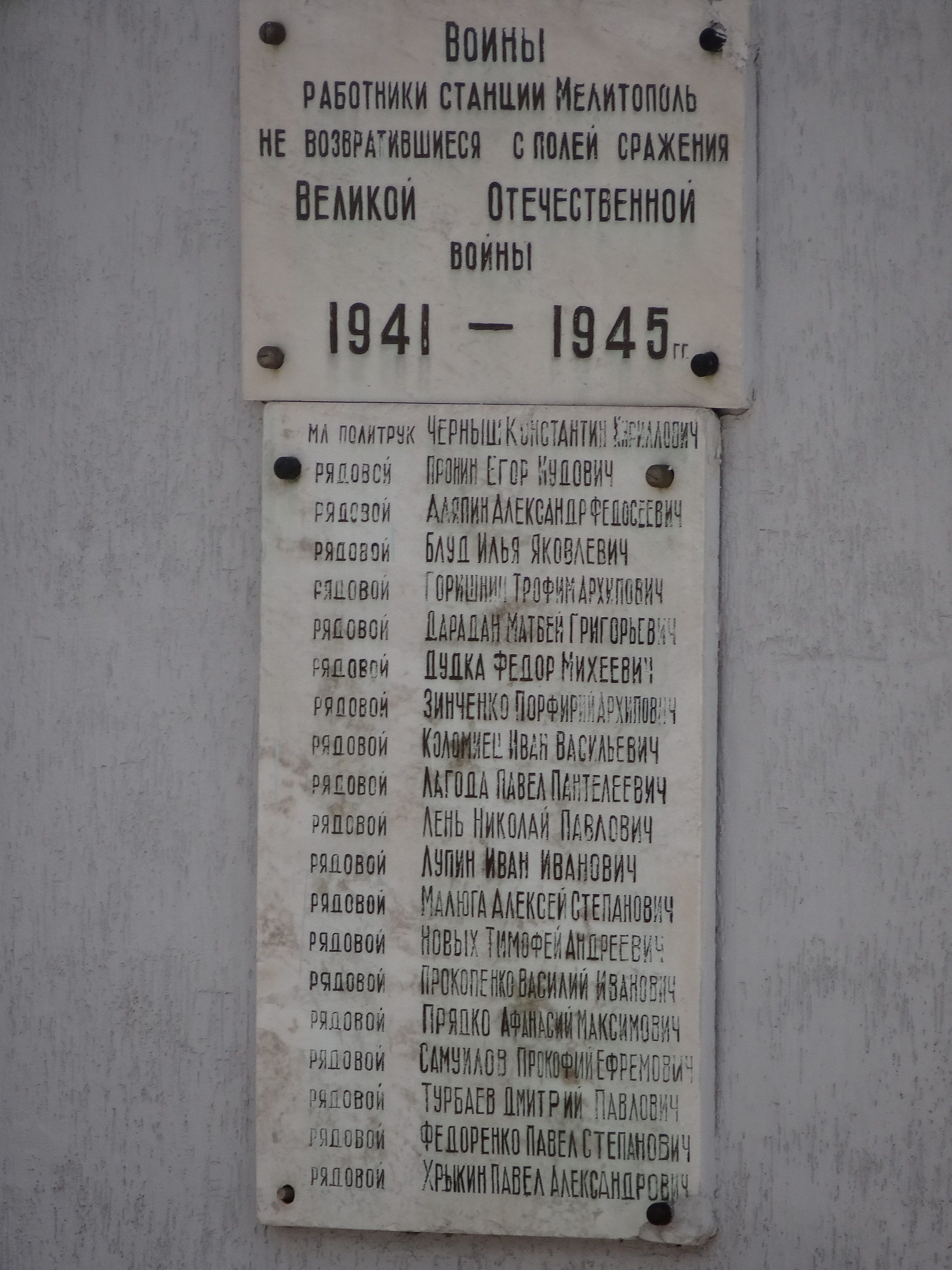
Меморіальна дошка на будівлі вокзалу

1955 року побудовано нову будівлю вокзалу. Для нього не стали розробляти оригінальний проєкт, а використовували проєкт, за яким раніше був побудований вокзал на станції Тунельна у Краснодарському краї. Відкриття вокзалу планувалося на 7 листопада, однак будівельники не вклалися у терміни, і вокзал був введений в експлуатацію 4 грудня 1955 року. У будівлі вокзалу розміщувалися два зали чекання, пошта, телеграф, медичний пункт, перукарня.
Колись на пероні були встановлені пам'ятники Леніну та Сталіну. У роки боротьби з наслідками культу особи пам'ятник Сталіну був демонтований. Пам'ятник Леніну залишався на пероні до 1990-х років, а потім був перенесений на Привокзальну площу.
1969 року станція електрифікована постійним струмом (=3 кВ) у складі дільниці Запоріжжя I — Мелітополь. 1970 року електрифікацію продовжено до станції Сімферополь.
5 червня 2015 року демонтовано пам'ятник Леніну на Привокзальній площі.
З квітня до грудня 2014 року, у зв'язку з анексією Криму Росією, на станції тимчасово здійснювався прикордонний та митний контроль поїздів.
У 2018 році «Укрзалізниця» отримала від компанії General Electric (США) 30 локомотивів, які обслуговуюються в локомотивному депо Мелітополя, що  були задіяні у перевезеннях на півдні України. Локомотиви курсували на запорізькому, миколаївському та маріупольському напрямках.
У серпні 2021 року, з нагоди 30-річчя Незалежності України, свою нотку патріотизму внесли мелітопольські залізничники. Декілька днів на залізничному вокзалі станції Мелітополь пасажирські поїзди прибували та вирушали під звуки Гімну України.

## Пасажирське сполучення
Далеке сполучення

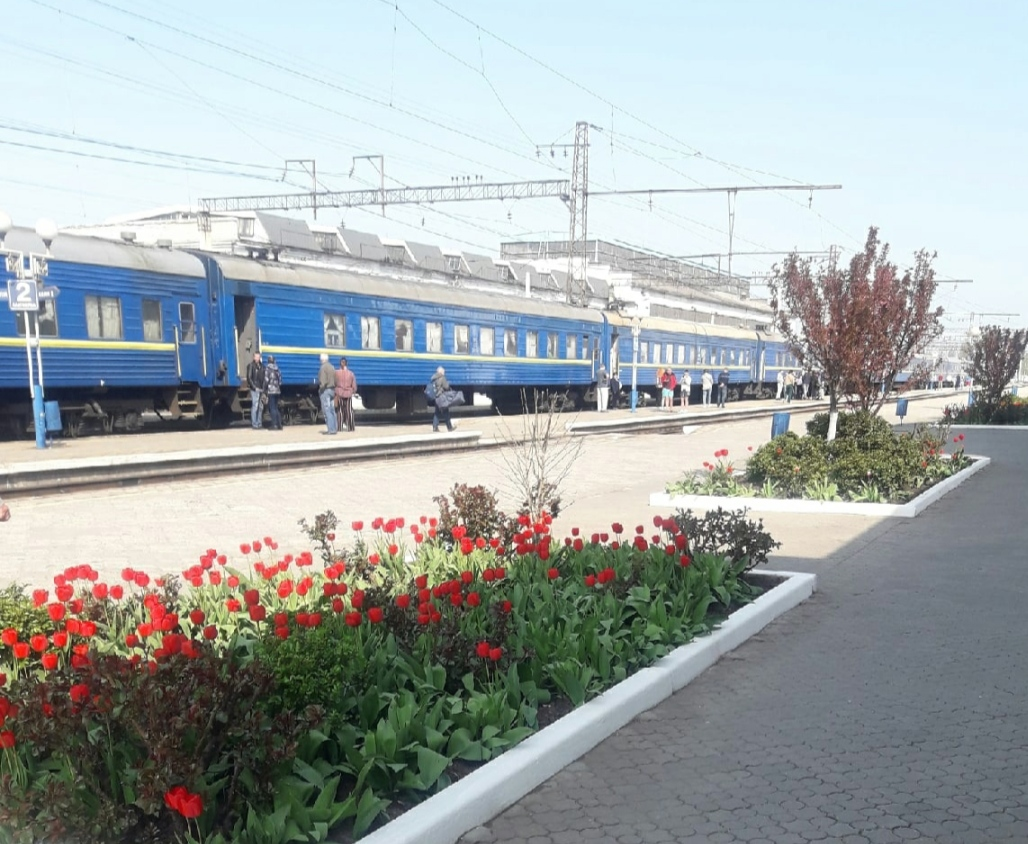
Поїзд на станції Мелітополь

До повномасштабного російського вторгнення в Україну на станції зупинялися поїзди далекого сполучення, які прямували у напрямку станції Новоолексіївки. Наразі рух поїздів тимчасово припинено до повної деоккупації захоплених територій російськими окупантами.
До Мелітополя до 25 лютого 2022 року була можливість дістатися поїздами далекого сполучення, що курсували цілий рік:
| Пасажирські поїзди далекого сполучення по станції Мелітополь, що курсували цілий рік (до лютого 2022 року) |                         |                                                                                    |
| № | Маршрут сполучення      | Періодичність курсування                                                           |
| 11/12 «Славутич»                                                                                           | Київ — Новоолексіївка   | Щоденно                                                                            |
| 85/86 | Львів — Новоолексіївка  | Через день, в зимовий період курсував двогрупним складом спільно з поїздом № 87/88 |
| 87/88 «Лісова пісня»                                                                                       | Ковель — Новоолексіївка | Через день, в зимовий період курсував двогрупним складом спільно з поїздом № 85/86 |
| 81/82 «Харків»                                                                                             | Харків — Новоолексіївка | Через день                                                                         |

Під час літнього сезону щороку призначалися додаткові пасажирські поїзди до станцій Новоолексіївка та Генічеськ.
Приміське сполучення
Приміські поїзди від станції Мелітополь прямували до Запоріжжя, Тащенака, Якимівки, Федорівки. У кримському напрямку можна дістатися лише до станцій Новоолексіївка, Сиваш та Генічеськ.
Пасажирське сполучення зі станціями Верхнього Токмака І, Нововеселої припинено ще з 18 березня 2020 року на невизначений термін.
З 25 лютого 2022 року, через небезпеку курсування поїздів в ході російського вторгнення в Україну, АТ «Укрзалізниця» тимчасово скасувала рух всіх поїздів далекого та приміського сполучення, що прямували через станцію Мелітополь до станцій Запоріжжя I, Запоріжжя II, Новоолексіївка та Сиваш.

## Галерея

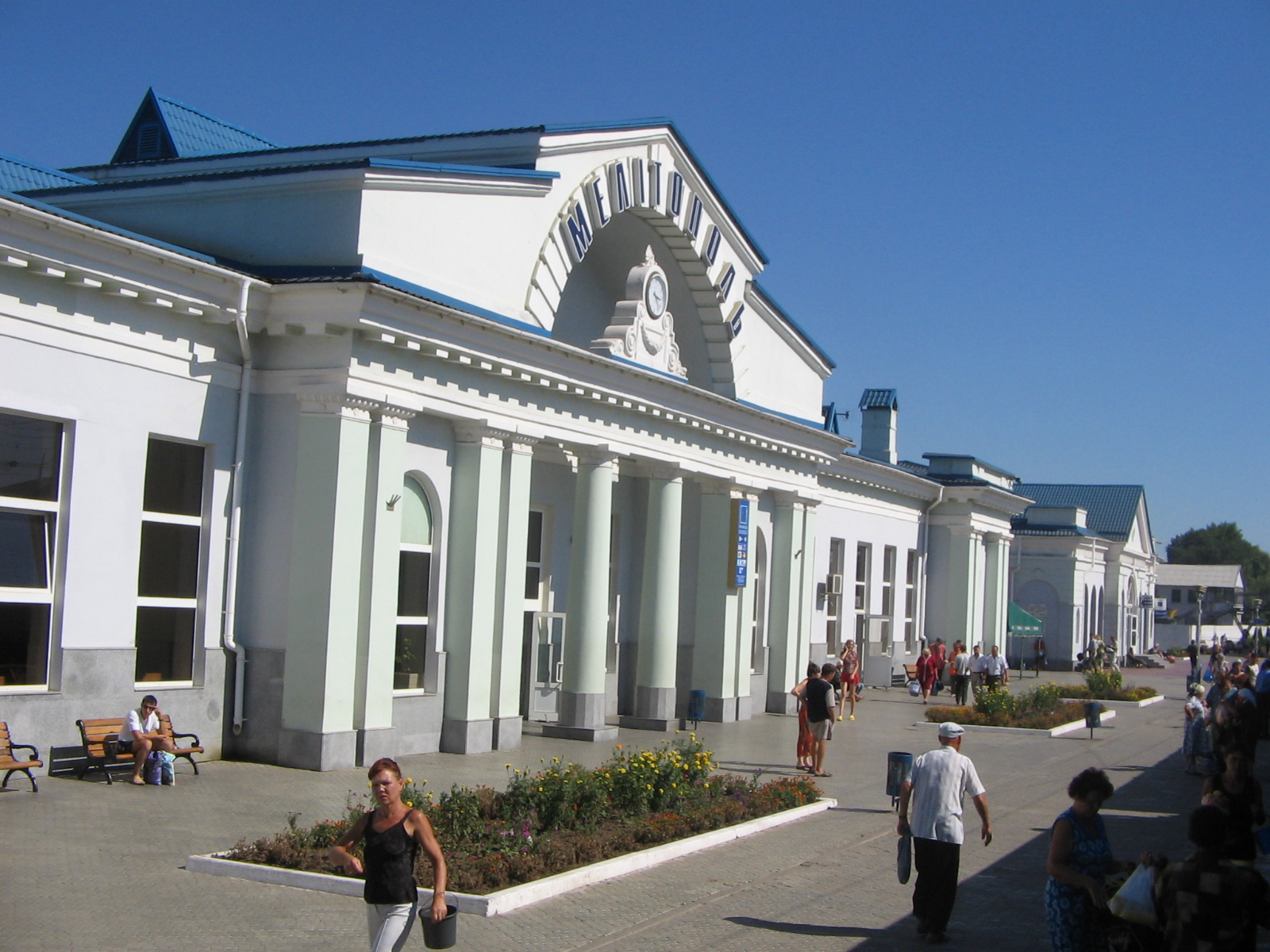
Вокзал станції Мелітополь
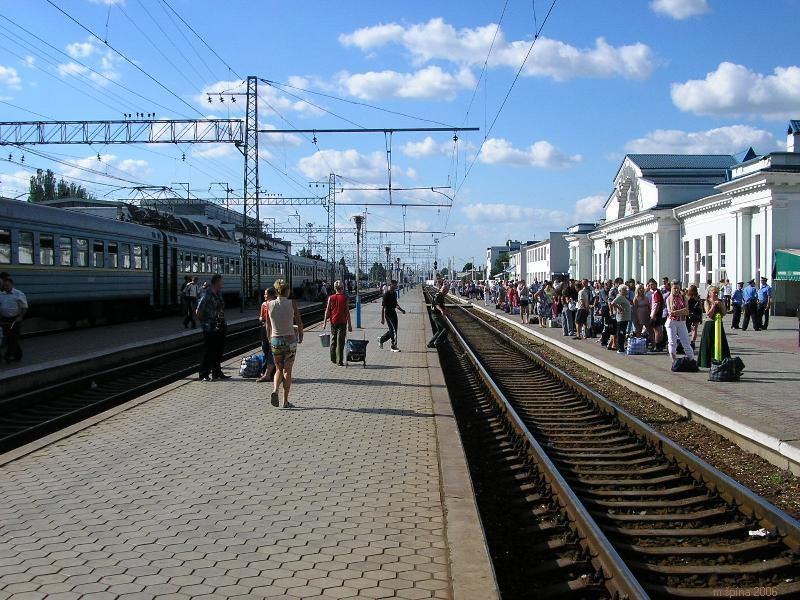
Платформи станції
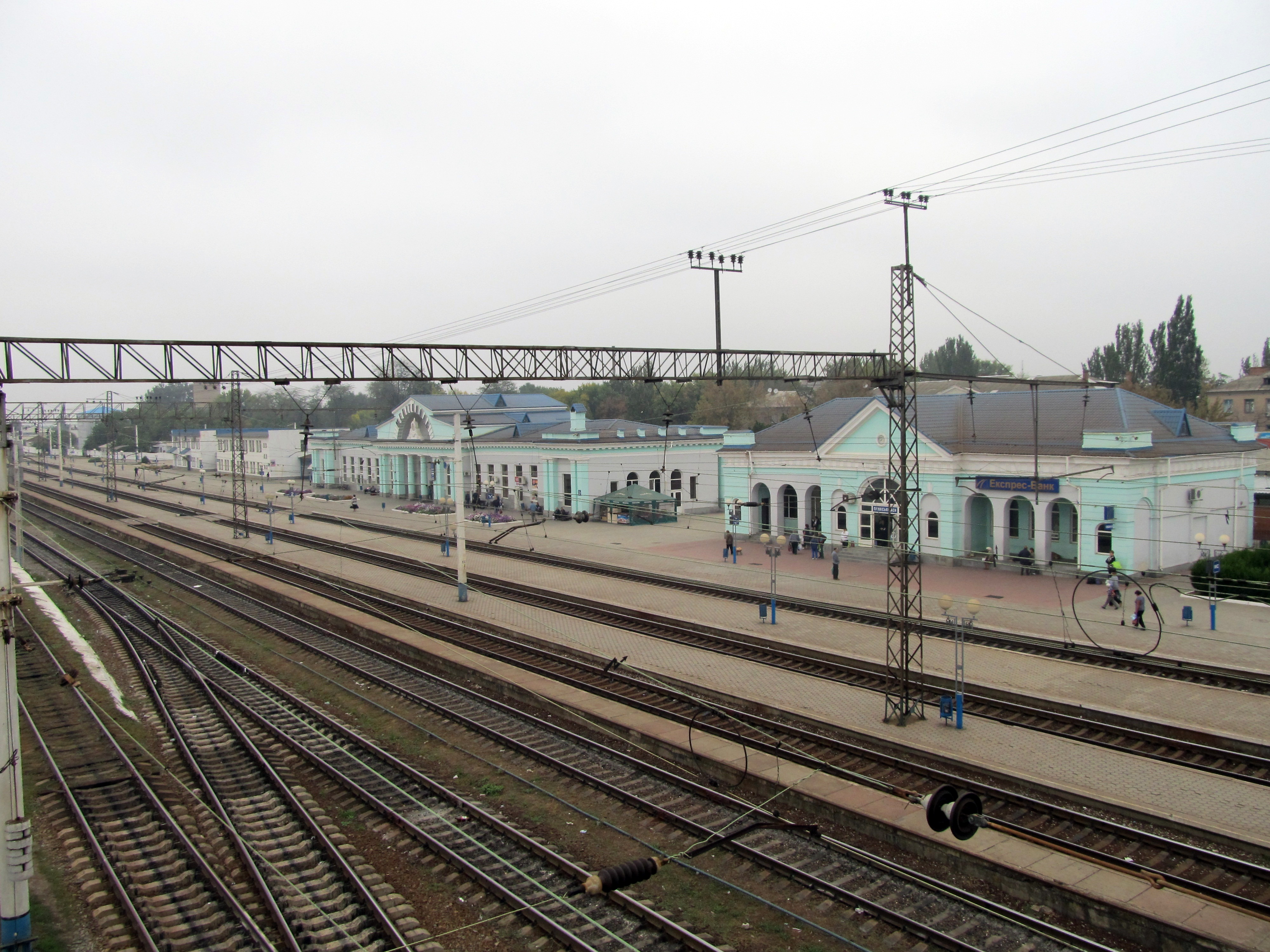
Краєвид станції Мелітополь
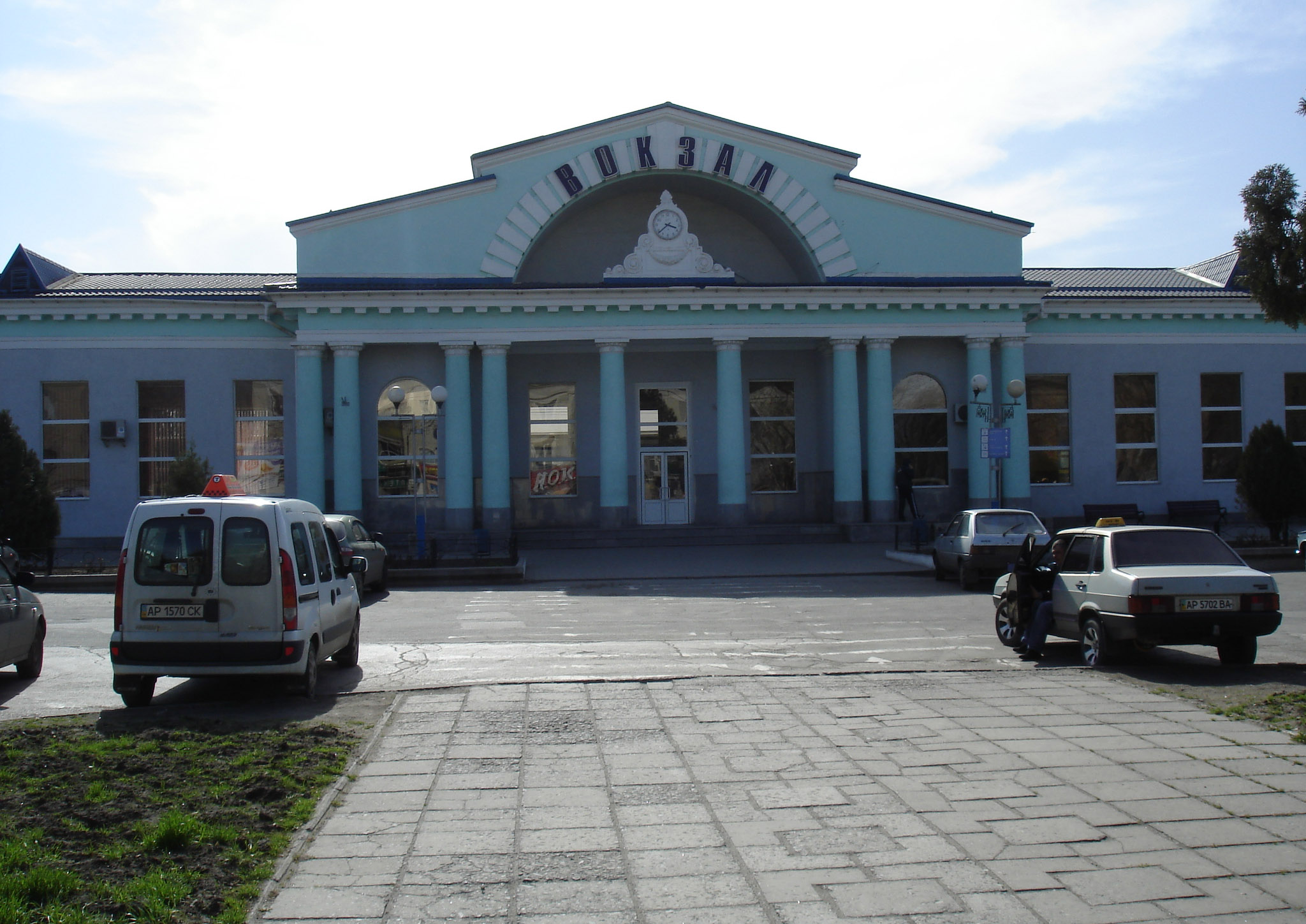
Центральний вхід вокзалу
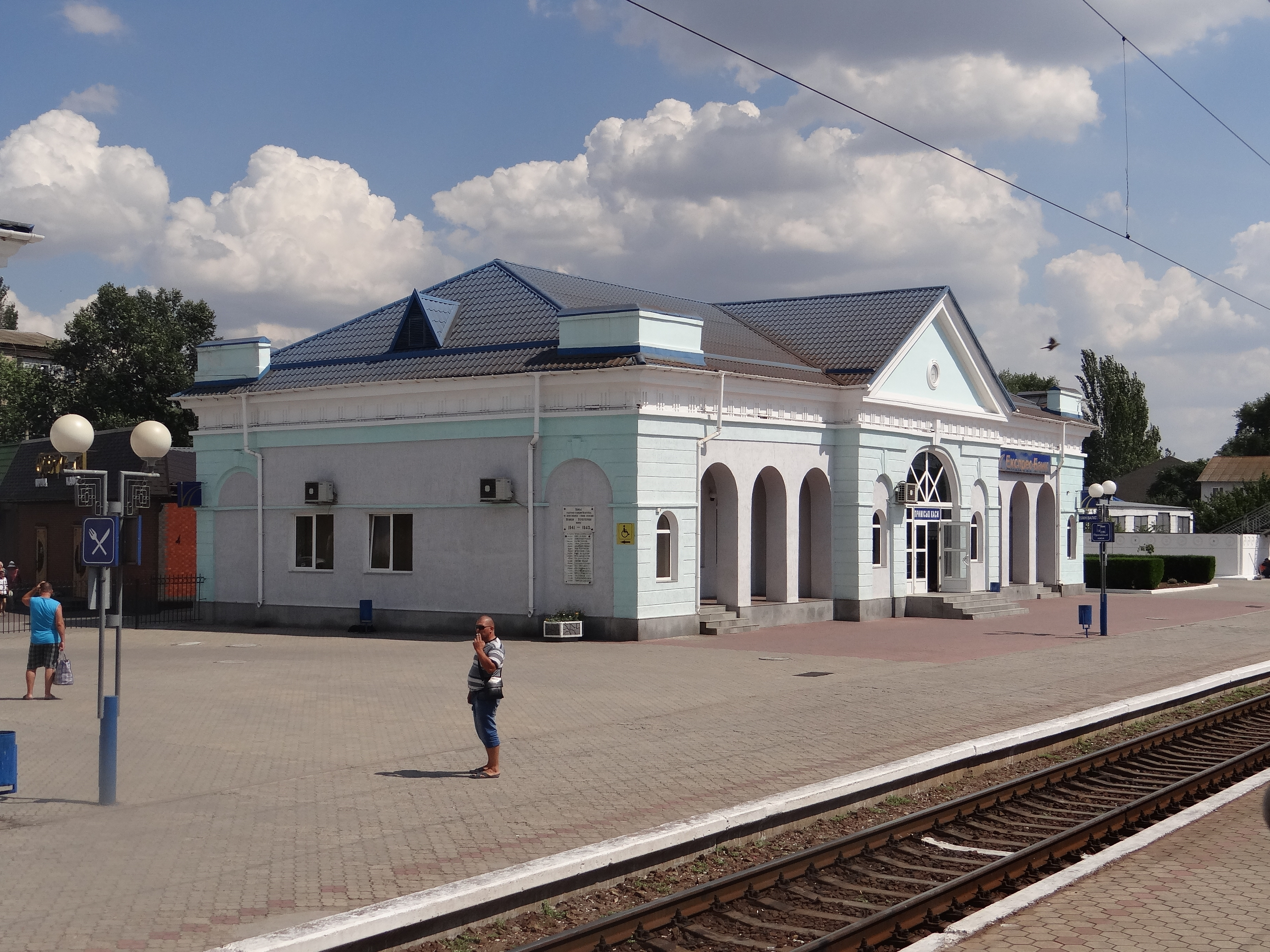
Будівля приміських кас
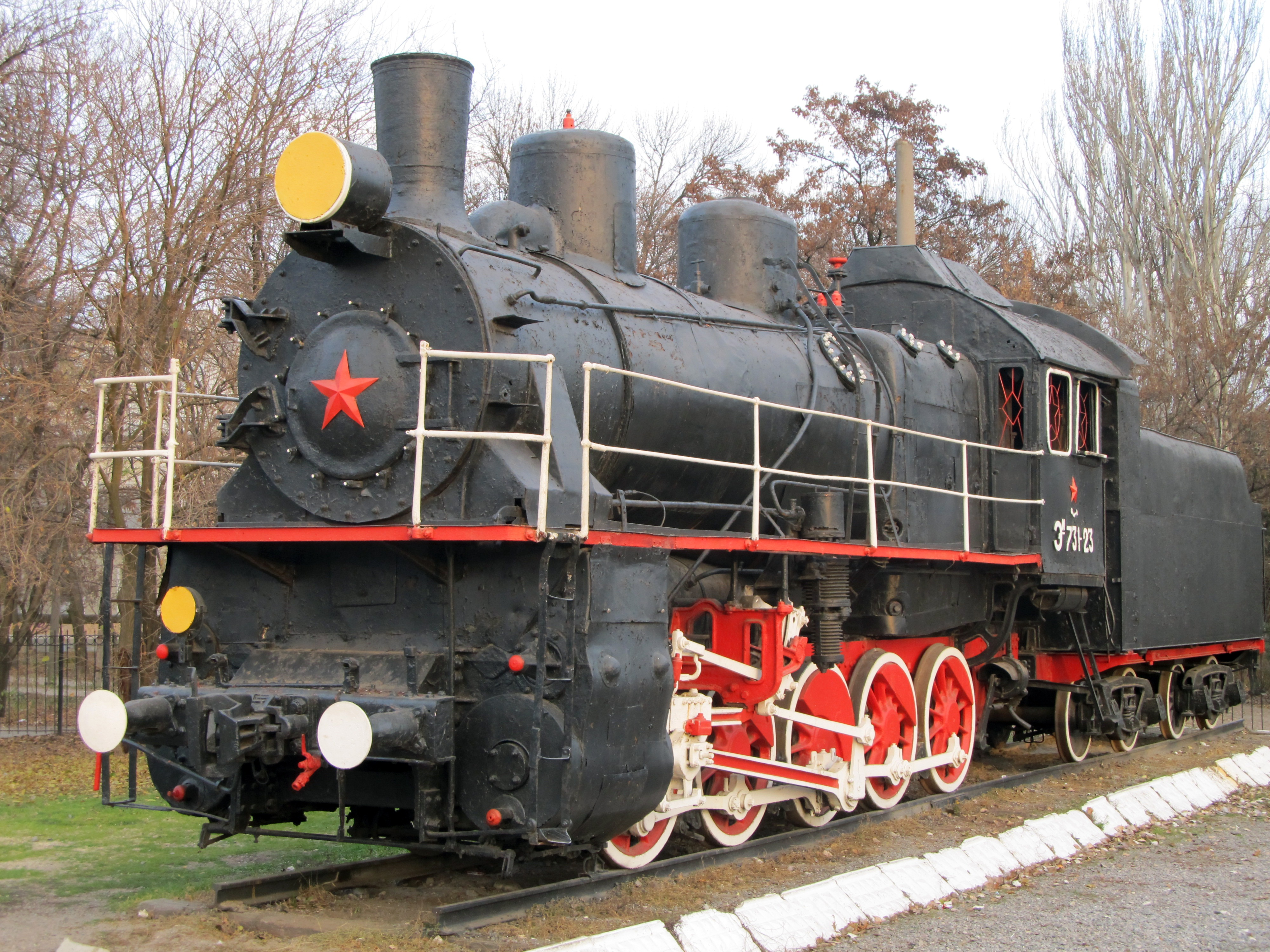
Пам'ятник паровозу